# مخمل‌ماهی تیره
مخمل‌ماهی تیره (نام علمی: Aploactis aspera) نام یک گونه از تیره عقرب‌ماهیان است.